# Karl von Lothringen-Commercy

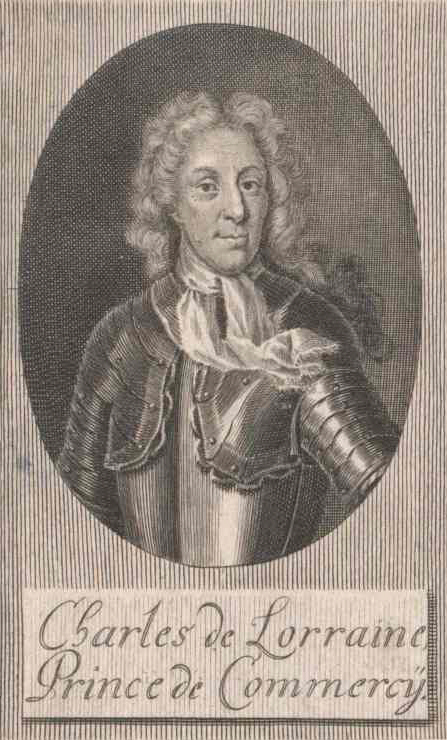
Karl von Lothringen, Prinz von Commercy; zeitgenössischer Stich (1700).

Karl Franz von Lothringen, Fürst von Commercy, Graf von Rosnay (französisch Charles François de Lorraine, prince de Commercy, comte de Rosnay) (* 11. Juli 1661 in Bar-le-Duc; † 15. August 1702 nahe Luzzara), war ein kaiserlicher Feldmarschall aus französischem Hochadel und enger Vertrauter des Prinzen Eugen von Savoyen (* 1663; † 1736). In zeitgenössischen Quellen wird er oftmals nur als Fürst (von) Commercy oder einfach Commercy bezeichnet.
Er schloss sich, wie viele der lothringischen Militärs, der kaiserlichen Armee an, um am Großen Türkenkrieg (1683–1699) teilzunehmen, verblieb allerdings auch noch in kaiserlichem Dienst, als sich der Kampf im Pfälzischen (1688–1697) und Spanischen Erbfolgekrieg (1701–1714) nun gegen Frankreich richtete. Im Kampf fiel er durch persönlichen Einsatz und seine Sorgfalt bei der Organisation der ihm unterstellten Truppen auf.

## Leben
Von seinem Leben ist über die militärische Karriere hinaus nur wenig bekannt. Das liegt einerseits an seinem relativ frühen Tod, aber andererseits vor allem auch an der herausragenden Persönlichkeit des Eugen von Savoyen, dem gegenüber die Schicksale der übrigen kaiserlichen Heerführer dieser Zeit in der modernen österreichischen Geschichtsschreibung stark zurückgedrängt wurden.

### Herkunft und Jugend in Frankreich
Commercy wurde am 11. Juli 1661 in der lothringischen Stadt Bar-le-Duc in das Haus Guise hineingeboren, das eine Nebenlinie des Hauses Lothringen war und seit 1582 die Herzöge von Elbeuf stellte. Der Titel ging allerdings nicht an seinen Vater, François Marie de Lorraine, Fürst von Lillebonne (* 1624; † 1694), da dieser nur ein jüngerer Sohn von Charles II. de Lorraine, 2. Herzog von Elbeuf (* 1596; † 1657), und dessen Frau Catherine Henriette de Bourbon (* 1596; † 1663), einer Tochter Heinrichs IV. von Frankreich aus einer Verbindung mit seiner Mätresse Gabrielle d’Estrées, war.

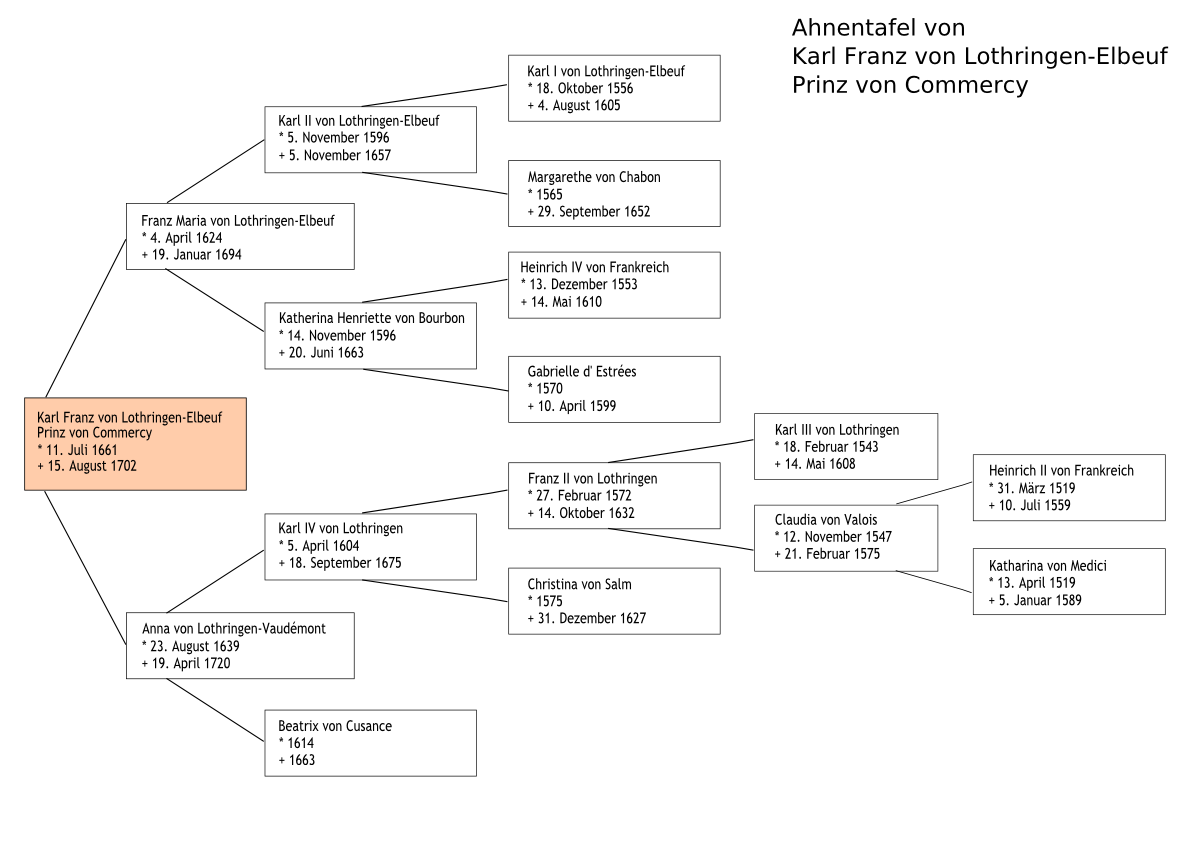
Ahnentafel des Fürsten Commercy.

So schlug sein Vater eine militärische Laufbahn ein und begann seine Karriere noch in den letzten Jahren des Dreißigjährigen Krieges als Kavallerieoffizier in der französischen Armee. Nach einer kinderlos gebliebenen ersten Ehe heiratete der Fürst von Lillebonne im Jahr 1660 Anna von Lothringen-Vaudémont (* 1639; † 1720), eine legitimierte Tochter Karls IV. von Lothringen (* 1604; † 1675), zu dessen Vorfahren unter anderen der französische König Heinrich II. und Katharina von Medici zählten. Die neun Kinder des Paares stammten somit von Herrschern aus zwei regierenden französischen Dynastien, Bourbon und Valois, ab. Allerdings erlebten nur vier der Kinder das Erwachsenenalter:
- Karl Franz (* 1661; † 1702), Fürst von Commercy
- Beatrix Hieronyma (* 1662; † 1738), genannt Mademoiselle de Lillebonne
- Maria Elisabeth (* 1664; † 1748), genannt Mademoiselle de Commercy
- Johann Franz Paul (* 1672; † 1693), genannt Prinz Paul.

Karl Franz von Lothringen-Elbeuf erhielt den Titel Fürst von Commercy, da er der älteste Sohn des Inhabers der Herrschaft von Commercy war. Diese wurde dem Kardinal von Retz im Jahr 1665 von seiner Mutter, der Fürstin von Lillebonne, abgekauft, wobei der Großteil der Kosten von ihrem Vater Karl IV. von Lothringen übernommen wurde. Später vermachte sie in einem Erbvertrag von 1699 dann auch ihre Ländereien, unter Vorbehalt eines eingeschränkten Fruchtgenusses, an ihren ältesten Sohn, der seinerseits für den Fall seines Todes ohne männliche Nachkommen den Herzog von Lothringen als Erben einsetzte.
Commercys Vater, der Fürst von Lillebonne, der als Offizier durchaus geachtet war, neigte privat zu solcher Verschwendungssucht, dass seine Ehefrau zeitweilig auf Geldzuwendungen des Kriegsministers Louvois angewiesen war, um sich und ihre Familie mit dem Notwendigsten versorgen zu können. Wegen dieser prekären finanziellen Lage der Familie war Commercy ursprünglich für den geistlichen Stand bestimmt gewesen, durfte aber auf seinen eigenen Wunsch hin später doch Soldat werden und erhielt 1681 von Ludwig XIV. eine Kavalleriekompanie verliehen. Wie hoch angesehen die Familie Commercys um 1680 am Hof war, bezeugt das Ballet du triomphe de l’amour, das Philippe Quinault und Jean-Baptiste Lully 1681 zu Ehren des französischen Thronfolgerpaares verfassten. Unter den darin enthaltenen Huldigungen auf die teilnehmenden Mitglieder der Hofgesellschaft findet sich auch jeweils eine auf Commercy und seine Schwester Maria Elisabeth.
Ob Commercys Freundschaft zu Eugen von Savoyen bereits damals bestand, geht aus den Quellen nicht eindeutig hervor, sicher ist nur, dass die beiden einander bereits in Frankreich kannten. Im Gegensatz zu Eugen brachte Commercy jedenfalls alle Voraussetzungen für eine erfolgreiche Karriere bei Hof und Heer mit. Dass er trotzdem die französischen Streitkräfte verließ, hatte vielfältige Gründe. Sicherlich hoffte er im Großen Türkenkrieg gegen das Osmanische Reich schnell Karriere zu machen, zumal er entgegen seiner Erwartung keines der 1684 neu aufgestellten französischen Regimenter erhalten hatte. Vielleicht spielte auch ein gewisses Loyalitätsgefühl Herzog Karl V. von Lothringen (* 1643; † 1690) gegenüber eine Rolle bei seiner Entscheidung. Im Mai 1684 entfernte er sich ohne Erlaubnis von der Truppe, worauf Ludwig XIV. den Befehl gab, ihn in der Zitadelle von Metz gefangen zu setzen. Anfang September 1684 wurde am französischen Hof dann aber bekannt, dass Commercy geflüchtet und in Ungarn eingetroffen sei.

### Militärische Karriere im kaiserlichen Heer

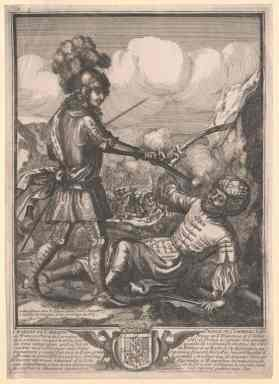
Darstellung des Fürsten Commercy im Großen Türkenkrieg (1683–1699)

Zu jenem Zeitpunkt befand sich die Habsburger Monarchie im Krieg gegen das Osmanische Reich (→ Großer Türkenkrieg). Herzog Karl V. von Lothringen diente dem Kaiser als Feldherr in Ungarn, und Commercy schloss sich diesem als Freiwilliger an. In den Auseinandersetzungen zwischen dem Herzog auf der einen und dem Hofkriegsratspräsidenten Herrmann Markgraf von Baden auf der anderen Seite scheint Commercy eine Vermittlerrolle eingenommen zu haben, ohne jedoch eine Versöhnung zwischen den verfeindeten Blöcken herbeiführen zu können.
Im Jahr 1685 wurde Commercy während der Belagerung von Neuhäusel verwundet, nahm aber trotzdem an der Erstürmung der Stadt teil. Nach einer erneuten Verwundung während der zweiten Belagerung von Ofen im folgenden Jahr erhielt er am 11. Oktober für seine Leistungen die Beförderung zum Generalfeldwachtmeister. Am 23. November verlieh ihm Kaiser Leopold I. zudem die Inhaberschaft über das Kürassier-Regiment Mercy de Billets, das daraufhin, wie damals üblich, Commercys Namen trug.
Während eines kleinen Gefechtes kurz vor der Schlacht am Berg Harsány im August 1687 verlor Commercys Leibkompanie ihre Standarte. Dieser Vorfall inspirierte Commercy zu einer Tat, die bis ins 19. Jahrhundert in vielen Büchern als Muster für soldatische Tugenden zitiert wurde.

„Gleich darauf, an dem großen Tage von Mohacz, den 12. Aug. 1687, ersah sich Commercy einen Türken, der trefflich beritten, vor der Fronte auf und ab caracollirte und, herauszufordern irgend einen christlichen Ritter, trotziglich die Copi schwenkte und flattern ließ das an ihr befestigte weiße Fähnlein. Ergrimmt über des Türken Beginnen begehrt Commercy von dem Herzoge von Lothringen Urlaub, mit dem Türken anzubinden und ihm eine neue Leibstandarte für sein Regiment abzugewinnen. Er bat so anhaltend und so dringlich, daß zuletzt der Herzog einwilligen mußte. Commercy prallte vor und feuerte seine Pistole auf den Türken ab. Der Schuß fehlte, und der Gegner, seines Vortheils gewahrend, rannte dem Prinzen die Copi durch das Dünne der Seite. Da griff dieser zuerst mit der linken Hand in die Copi, damit der Türke sie nicht zurückziehe, aus der Rechten warf er die Pistole, zugleich den daran hängenden Pallasch greifend, und mit einem Hiebe fällt er des Türken Kopf. Hierauf zog er das blutige Fähnlein aus der Seite, um es dem Herzoge von Lothringen zu präsentieren, darauf aber dem Cornet seiner Leibcomapgnie einzuhändigen. Er möge, sagte er dem Cornet, diese Standarte besser wahren, als die vorige, sie koste ihm sein eigenes Blut.“

Der französische Marquis de Villars, der als Abgesandter dem Feldzug beiwohnte, bestätigte in seinen Memoiren, dass Commercy durch eine Lanze verwundet worden war. Allerdings dürfte das Geschehen ausgeschmückt worden sein. Vor allem die Wortwechsel und manchmal auch der Ablauf werden unterschiedlich wiedergegeben. Die erbeutete Standarte wurde auf Commercys Wunsch hin in der Kirche Notre-Dame-de-Bonsecours in Nancy aufgehängt, während Commercys Leibkompanie eine neue Standarte bekam, die von Kaiserin Eleonore Magdalena in Auftrag gegeben worden war.
Im Jahr 1688 kommandierte Commercy eine Sturmkolonne bei der Belagerung von Belgrad. Er wurde erneut verwundet und anschließend zum Feldmarschall-Leutnant befördert. Als kurz darauf der Pfälzische Erbfolgekrieg (1688–1697) ausbrach, wurde Commercy an den Rhein versetzt, um hier gegen französische Truppen kämpfen. Er verhinderte 1690 die Wiedereinnahme von Mainz durch die Franzosen und wurde danach auf den Kriegsschauplatz Savoyen kommandiert. Als Reaktion darauf, dass Commercy gegen Frankreich kämpfte, erkannte Ludwig XIV. ihm den Titel eines Herzogs von Joyeuse, den Commercy seit 1688 geführt hatte, ab. Er war Commercy von einer entfernten Verwandten testamentarisch übertragen worden. Daraufhin überlegte Commercy, nach Frankreich zurückzukehren. Da Ludwig XIV. aber nicht bereit war, ihm verbindlich Straffreiheit wegen Desertation zuzusagen, blieb Commercy in kaiserlichem Dienst, in denen er 1692 zum General der Kavallerie aufstieg. Im selben Jahr nahm er an der Belagerung von Embrun teil, wo ihn eine Musketenkugel an der Wange traf. Für die Niederlage der kaiserlichen Truppen in der Schlacht bei Marsaglia im Jahr 1693 machte deren Oberbefehlshaber Feldmarschall Caprara neben Eugen von Savoyen auch Commercy verantwortlich: Entgegen seinen Anweisungen, sich abwartend zu verhalten, hätten sie Herzog Viktor Amadeus II. von Savoyen zur Schlacht gedrängt. Als der Herzog im Jahr 1696 seine Allianz mit den Kaiserlichen aufkündigte und sich auf die Seite Frankreichs stellte, forderte Commercy ihn zum Duell. Viktor Amadeus II. nahm die Herausforderung zwar an, der Zweikampf wurde aber durch die Intervention seines Hofes verhindert. Am 12. Mai 1696 erhielt Commercy schließlich die Beförderung zum Feldmarschall.
Damit stand Commercy grundsätzlich das Recht zu, selbständig eine Armee zu führen. Die erste Möglichkeit dazu hätte theoretisch der Feldzug gegen das Osmanische Reich im Sommer 1697 in Ungarn geboten, allerdings ging Eugen von Savoyen in der Anciennität Commercy voran und wurde daher auf Grundlage eines Gutachtens des Hofkriegsratspräsidenten Ernst Rüdiger von Starhemberg zum Oberbefehlshaber ernannt.
In Ungarn führte Commercy bis zum Eintreffen Eugens zunächst den Oberbefehl. Er verbesserte den desolaten Zustand der kaiserlichen Armee, indem er den Nachschub vom Hauptmagazin durch die Errichtung dreier Donaubrücken sichern ließ und Maßnahmen traf, um die in der Umgebung operierenden ungarischen Aufständischen zu bekämpfen. In der Schlacht bei Zenta kommandierte Commercy das Zentrum und forderte nach der Schlacht den Weitermarsch auf Temesvar, wohin sich die Reste des schwer geschlagenen osmanischen Heeres zurückgezogen hatten. Die Gefahren durch die osmanische Kavallerie hielt Commercy für vernachlässigbar gegenüber der Chance, das zentrale feindliche Nachschublager einzunehmen. Letztendlich musste er aber akzeptieren, dass diese Operation wegen der fortgeschrittenen Jahreszeit und der unzureichenden Logistik der kaiserlichen Truppen undurchführbar war. An der Strafexpedition gegen Bosnien, die Eugen von Savoyen während der Friedensverhandlungen zum Zweck der Machtdemonstration und Abschreckung durchführen ließ, nahm Commercy freiwillig teil.

### Tod im Spanischen Erbfolgekrieg

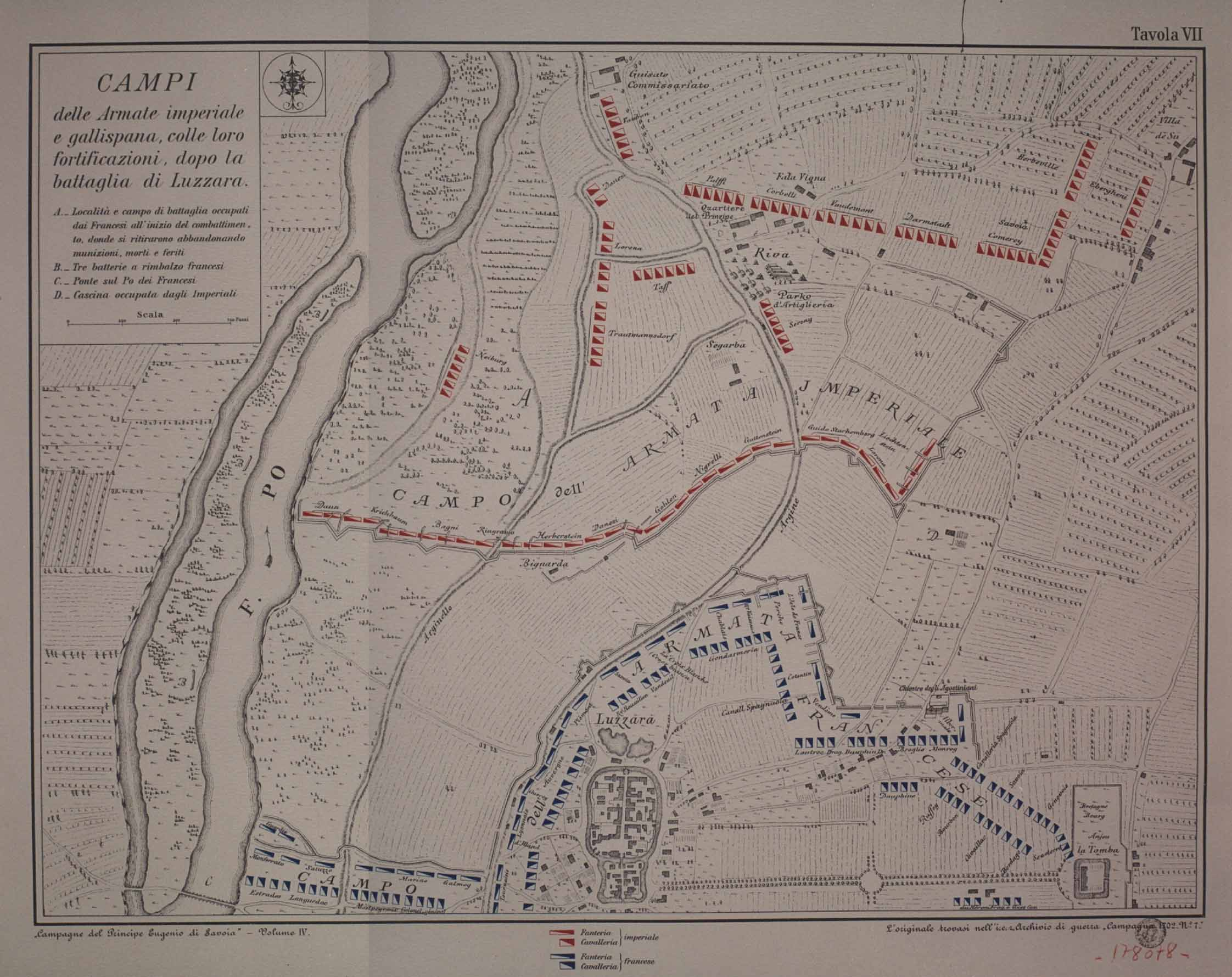
Plan der Schlacht bei Luzzara (15. August 1702)

Als sich im Winter 1700/01 ein erneuter Krieg gegen Frankreich anbahnte (→ Spanischer Erbfolgekrieg) und Prinz Eugen von Savoyen einen Feldzug in Italien vorbereitete, forderte er Commercy erneut als Unterführer an. Beide waren in die Kriegsplanung des Hofkriegsrats eingebunden und befürworteten trotz des schlechten Zustands der kaiserlichen Armee den sofortigen Beginn der Kampfhandlungen gegen Frankreich. Nach dem Übergang der kaiserlichen Truppen über die Lessinischen Alpen im Mai/Juni 1701 nahm Commercy an den Schlachten bei Carpi (9. Juli) und Chiari (1. September) teil und kommandierte ab November alle Truppen auf dem linken Ufer des Po. Zu dieser Zeit trat er außerdem mit zwei kaisertreuen Informanten in Cremona in Kontakt, um Möglichkeiten auszuloten die Stadt, in der sich das Hauptquartier des französischen Oberbefehlshabers Maréchal de Villeroy befand, einzunehmen. Während des letztlich gescheiterten Überfalls auf Cremona (1. Februar 1702) befand sich Commercy den ganzen Tag in der umkämpften Stadt und entging nur knapp der Gefangennahme. Generell war das französische Oberkommando überzeugt, dass sich Commercy durch gezielten Einsatz von Spionen laufend über die französischen Vorhaben informieren ließ und damit die Grundlage für die überraschenden Erfolge der zahlenmäßig unterlegenen kaiserlichen Armee schuf.
Anfang 1702 plante der Hofkriegsrat, ein Drittel der in Italien operierenden Truppen nach dem spanischen Neapel zu schicken, das mit Frankreich verbündet war. Ziel sollte es sein, dort einen Aufstand des kaisertreuen Adels gegen die Besatzer zu unterstützen. Als Kommandant war Commercy vorgesehen. Neben seiner militärischen Erfahrung vertraute Kaiser Leopold I. vor allem auf sein diplomatisches Geschick bei den zu erwartenden Verhandlungen mit den italienischen Fürsten, deren Gebiete das kaiserliche Expeditionscorps durchziehen musste. Allerdings wurde Commercys Autorität durch Auflagen so stark eingeschränkt, dass er beim Kaiser scharf gegen diese unzumutbare Beschränkung seiner Handlungsfreiheit protestierte und jede Verantwortung für ein sich daraus ergebendes Scheitern von sich wies. Außerdem warnte Commercy davor, die Truppen des Prinzen Eugen zu verringern und damit im Vergleich zu den ohnehin schon überlegenen französischen Streitkräften weiter zu schwächen. Leopold I. gab Commercys Bedenken recht und ordnete im März 1702 an, das ganze Unternehmen auf eine spätere Zeit zu verschieben.
In der folgenden Zeit erkrankte Commercy schwer, vermutlich an Typhus oder Malaria. Trotz der praktisch nicht vorhandenen medizinischen Versorgung im kaiserlichen Heer (Prinz Eugen hatte 1701 auf eigene Kosten noch eine halbe Feldapotheke beschaffen müssen) führte er weiterhin den Befehl über die kaiserlichen Blockadetruppen vor Mantua, konnte den Entsatz der Stadt durch den französischen Gegner aber nicht verhindern. In der Schlacht bei Luzzara am 15. August 1702 kommandierte er den rechten Flügel des kaiserlichen Heeres und wurde schon während der ersten Angriffswelle von mehreren Kugeln tödlich getroffen. Sein Leichnam wurde später in der Abteikirche des Klosters San Benedetto di Polirone, sein Herz in der Église des Cordeliers, der Grabkirche der lothringischen Dynastien, in Nancy bestattet.
Da Commercy nie geheiratet hatte und auch sonst keine unehelichen Söhne hatte, die er hätte legitimieren können, fielen seine lothringischen Güter gemäß dem Erbvertrag von 1699 mit seinem Tod an Herzog Leopold von Lothringen.

## Persönlichkeit

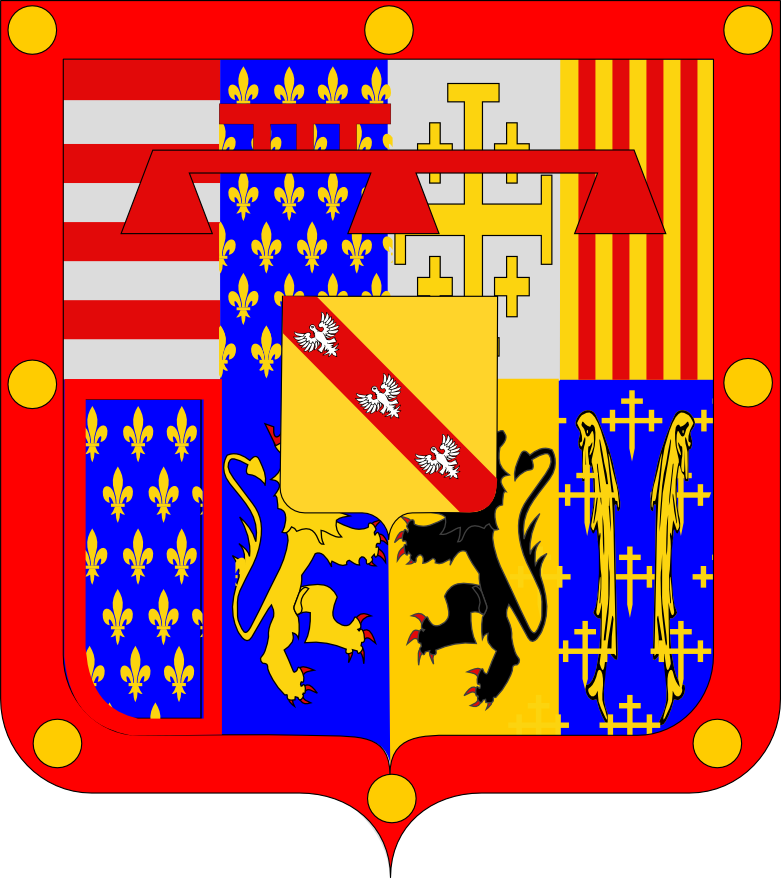
Das Wappen des Fürsten Commercy entsprach dem des Zweiges Lothringen-Elbeuf.

Alle zeitgenössischen Autoren hoben Commercys Mut hervor, der sich in der Schlacht bis zur Tollkühnheit steigern konnte und die Soldaten mitriss, den Fürsten aber auch blind für Gefahren machte. So hielt er vor seinem Tod weithin sichtbar auf einem Damm an, wo er ein leicht zu treffendes Ziel darbot. In seinen Portraits des généraux d’armée de l’empereur en 1689 bescheinigte ihm der Marquis de Villars neben großem Mut vor allem Wissbegierde, befürchtete aber, dass sein heftiges Temperament seiner Karriere im Weg stehen könnte. In seinen Gutachten zur politischen oder militärischen Lage nahm Commercy weder Rücksicht auf die herrschende Meinung bei Hof, noch fühlte er sich verpflichtet, die Erwartungen der Militärbehörden zu bestätigen. Bei aller sachlichen Offenheit wahrte Commercy aber stets die damals gebotenen höfischen Umgangsformen, weshalb ihm seine Vorgesetzten wiederholt politisch heikle Aufgaben, wie die Einquartierung der Armee für den Winter, übertrugen.
Dem gegenüber stand das offensichtliche Misstrauen der militärischen Verwaltungsstellen in Wien, wenn es darum ging, Commercy ein eigenständiges Kommando anzuvertrauen. Trotz seiner schnellen Karriere bis zum Feldmarschall scheint man ihn nicht für fähig gehalten zu haben, die notwendigen strategischen und taktischen Entscheidungen unabhängig von einem Vorgesetzten oder Kollegen zu treffen. Diese Geringschätzung der Fähigkeiten Commercys richtete sich aber nur teilweise gegen seine Person. Vor allem war sie Ausdruck eines grundsätzlichen militärtheoretischen Gegensatzes. Auf der einen Seite stand die Wiener Militärbürokratie, die sich der damals traditionellen ressourcenschonenden Kriegsführung verpflichtet sah. Im Gegensatz dazu stand die bevorzugte Strategie Eugens und Commercys. Beide waren bestrebt, den Gegner auch unter Inkaufnahme größerer Verluste und hohen Risikos möglichst rasch zu einer entscheidenden Auseinandersetzung zu zwingen. Trotzdem ist der zumindest unterschwellige Vorwurf, Commercy sei nur ein rücksichtsloser Haudegen gewesen, nicht gerechtfertigt. Gerade während der Debatte um das neapolitanische Detachement bewies er nachdrücklich, dass er durchaus fähig und willens war, gesamtstrategische und politische Aspekte in seine Kriegsplanung mit einzubeziehen und sie gegen seine Vorgesetzten einschließlich des Kaisers energisch zu vertreten – selbst wenn sie seinen persönlichen Interessen zuwiderliefen.
Da Commercys Privatkorrespondenz, sofern überhaupt erhalten, nicht erforscht und die Eugens von Savoyen verschollen ist, lässt sich über Details zum Privatleben der Freunde keine Aussage treffen. In politischen und militärischen Fragen stimmten beide fast völlig überein. Commercy betonte von Anfang an die Konsolidierung der habsburgischen Hausmacht als Richtlinie seines Handelns, eine Ansicht, die Eugen übernahm und teilte. Wie sehr Eugen in strategischer Hinsicht Commercy vertraute, geht aus der Tatsache hervor, dass seit Ende 1701 in Italien de facto eine Doppelführung der Armee bestand. Übereinstimmend berichten alle Quellen von der tiefen Trauer, die Commercys Tod bei Eugen von Savoyen und den kaiserlichen Streitkräften hervorrief.